# Cunninghamella homothallica
Cunninghamella homothallica är en svampart som beskrevs av Komin. & Tubaki 1952. Cunninghamella homothallica ingår i släktet Cunninghamella och familjen Cunninghamellaceae.   Inga underarter finns listade i Catalogue of Life.